# ألكسندر روندون
ألكسندر روندون هيريديا (بالإسبانية: Alexander Rondón) (مواليد 30 أغسطس 1977 في كومانا) لاعب كرة قدم فنزويلي دولي يجيد اللعب في خط الهجوم . يلعب حاليا لصالح نادي ديبورتيفو أنزواتيغوي الفنزويلي منذ 2007 .

## روابط خارجية
- ألكسندر روندون على موقع الاتحاد الدولي (مؤرشف)  (الإنجليزية)
- ألكسندر روندون على موقع قاعدة بيانات كرة القدم.إي يو (الإنجليزية)
- ألكسندر روندون على موقع ناشيونال فوتبول تيمز (الإنجليزية)
- ألكسندر روندون على موقع Soccerway.com (الإنجليزية)